# Redada del bar La Ferretería
La redada del bar La Ferretería fue una intervención policial televisada al conocido bar de lesbianas La Ferretería, conocido también como La Ferre, ubicado en el jirón Huaraz del distrito limeño de Breña, en Perú. El hecho ocurrió en junio de 1987, durante el toque de queda decretado por el gobierno peruano presidido por el aprista Alan García a causa de la escalada de violencia terrorista de los grupos armados Sendero Luminoso y MRTA, durante el conflicto armado interno.
Efectivos de la guardia civil peruana intervinieron el local y detuvieron a aproximadamente 120 personas que se encontraban en el interior de las instalaciones por vulnerar el toque de queda. Las detenidas tuvieron que ingresar en los furgones policiales iluminadas por la policía y fueron grabadas por las cámaras de televisión del noticiero 90 segundos de Frecuencia Latina. Posterior a su detención, algunas fueron liberadas.